# Rhopalochernes
Genre
Rhopalochernes est un genre de pseudoscorpions de la famille des Chernetidae.

## Distribution
Les espèces de ce genre se rencontrent en Amérique du Sud et en Amérique centrale.

## Liste des espèces
Selon Pseudoscorpions of the World (version 3.0) :
- Rhopalochernes antillarum (With, 1908)
- Rhopalochernes beckeri Beier, 1953
- Rhopalochernes chamberlini Heurtault, 1998
- Rhopalochernes germainii (Balzan, 1887)
- Rhopalochernes insulanus Beier, 1978
- Rhopalochernes ohausi (Tullgren, 1907)
- Rhopalochernes panamensis Heurtault, 1998
- Rhopalochernes titschacki Beier, 1955

et décrites depuis :
- Rhopalochernes catalinae Marimón, Villarreal-Blanco & Harvey, 2022
- Rhopalochernes luiscarlosi Marimón, Villarreal-Blanco & Harvey, 2022

## Systématique et taxinomie
Ce genre a été décrit par Beier en 1932 dans les Chernetidae.

## Publication originale
- Beier, 1932 : « Pseudoscorpionidea II. Subord. C. Cheliferinea. » Tierreich, vol. 58, p. 1-294.